# Stay with Me Tonight
Stay With Me Tonight – wydany w 1983 roku singel Jeffreya Osborne’a. Na stronie B znalazł się utwór "Two Wrongs Don't Make a Right". Producentem singla był gitarzysta zespołu Queen, Brian May.